# Pililla
Pililla is een gemeente in de Filipijnse provincie Rizal op het eiland Luzon. Bij de laatste census in 2010 telde de gemeente bijna 60 duizend inwoners.

## Geografie

### Bestuurlijke indeling
Pililla is onderverdeeld in de volgende 9 barangays:
- Bagumbayan
- Halayhayin
- Hulo
- Imatong
- Malaya
- Niogan
- Quisao
- Wawa
- Takungan

## Demografie
Pililla had bij de census van 2010 een inwoneraantal van 59.527 mensen. Dit waren 1.002 mensen (1,7%) meer dan bij de vorige census van 2007. Ten opzichte van de census van 2000 was het aantal inwoners gegroeid met 14.252 mensen (31,5%). De gemiddelde jaarlijkse groei in die periode kwam daarmee uit op 2,77%, hetgeen hoger was dan het landelijk jaarlijks gemiddelde over deze periode (1,90%).

De bevolkingsdichtheid van Pililla was ten tijde van de laatste census, met 59.527 inwoners op 69,95 km², 851 mensen per km².